# دره‌بید (تیران و کرون)
دره‌بید، روستایی از توابع بخش کرون شهرستان تیران و کرون در استان اصفهان ایران است.

## جمعیت
این روستا در دهستان کرون علیا قرار داشته و براساس سرشماری سال ۱۳۹۰ جمعیت آن ۱۵۵۰ نفر (۴۰۰خانوار) بوده‌است.

## آب و هوا
این روستا آب وهوای معتدل با زمستانی سرد و یخبندان دارد. گل‌های شقایق بهاری دیدنی در طبیعت این دیار به وجود می‌آورد.

## موقعیت جغرافیایی
در شمال و شمال شرقی این روستا دو کوه به نام نسا کوه (شمال) و کوه عسلی (شمال شرق) قرار دارد؛ و کوه دره بیشه در شمالی‌ترین قسمت روستا قرار دارد با ارتفاع ۳۱۰۰متر و در منطقه بعد از کوه داراب شاه (یا کوه قلعه) بلندترین کوه است.

## بخشی از تاریخ این روستا
اهالی این روستا از سالیان خیلی پیش در این مکان سکونت داشته اند.و قدمت این روستا نامعلوم است زیرا قبرستان ‌های متعددی از اقوام گوناگون"زرتشتی،و ادیان دیگر"در اطراف چشمه های روستا وجود دارد.گویند هنگامی که مردم اولیه این روستا در منطقهٔ کرون علیا ساکن شدند هیچ روستایی اطراف آن‌ها وجود نداشته‌است،پیدا شدن یک ظرف سفالی با قدمت 1500 سال قبل از میلاد در منطقه دره گلی روستا خود گواه قدمت این روستا است 
1. ↑  درگاه ملی آمار ایران